# Lilli Palmer
Lilli Palmer (24 de maig de 1914, Poznań-27 de gener de 1986, Westwood) va ser una actriu alemanya nominada als Globus d'Or. Dona polifacètica, va demostrar el seu talent com a escriptora, pintora, cantant, presentadora de televisió i, en la seva joventut, campiona de tennis de taula.

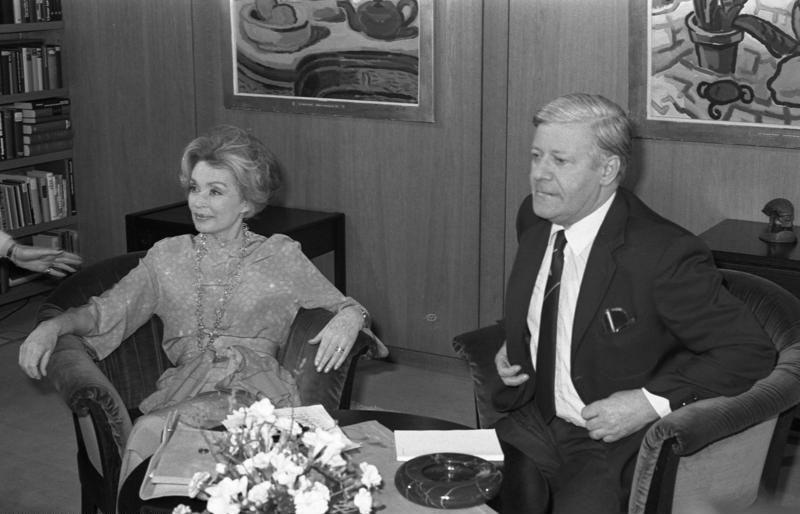
El 1982 amb el canceller alemany Helmut Schmidt

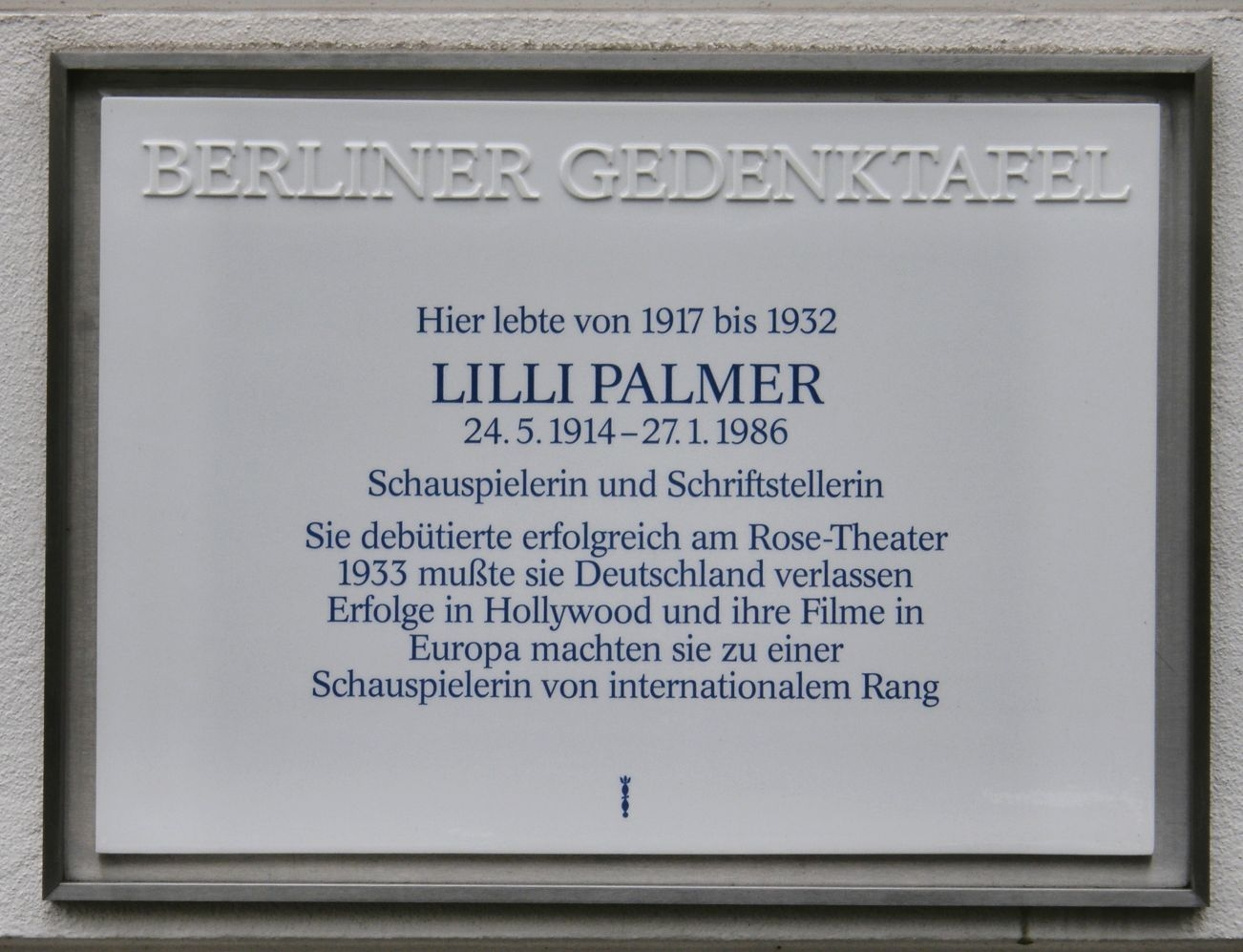
Placa commemorativa a la seva casa de Berlín on va viure entre 1917 i 1932

## Biografia
El seu veritable nom era Lillie Marie Peiser, i va néixer a l'actual Poznań (Polònia), en aquell moment Posen (Prússia). El seu nom artístic, Palmer, era el d'una actriu anglesa que ella admirava. Els seus pares eren Alfred Peiser, un cirurgià alemany jueu, i Rose Lissman, una actriu teatral austríaca i jueva.
En 1917, quan tenia tres anys, la seva família es va mudar a Berlín-Charlottenburg, on va créixer i es va educar. Va estudiar art dramàtic a Berlín amb la vienesa Ilka Grüning (1876-1964) i Lucie Höflich (1883-1956) i va debutar el 1932 al Rose-Theater. Després va formar part del conjunt del Hessischen Landestheater a Darmstadt on va ser actriu i soprano soubrette a operetes, abans de traslladar-se juntament amb les seves germanes —l'actriu i cantant Irene Prador i la menor Hilde Peiser— a París el 1934 després de l'arribada dels nazis al poder.
En 1930 va participar amb la selecció germana al campionat del món de tennis de taula disputat a Berlín, sota el seu nom real, o va perdre davant la campiona mundial Mária Mednyánszky.
Mentre actuava a cabarets, va cridar l'atenció de productors britànics, que li van oferir un contracte per a Gaumont Film Company. Va debutar al cinema amb el film Crime Unlimited (1935), i en la següent dècada es va dedicar a l'actuació al cinema britànic —va filmar amb Alfred Hitchcock el 1936—, i debutà en teatre anglès el 1936 on va concentrar la seva carrera fins a la fi de la Segona Guerra Mundial.
En 1943 es va casar amb l'actor Rex Harrison, amb qui es va traslladar a Hollywood el 1945. Va signar un contracte amb Warner Brothers i va actuar en diverses pel·lícules, destacant Cloak and Dagger (1946) de Fritz Lang amb Gary Cooper i Cos i ànima (1947). Alhora va treballar de manera periòdica en obres de teatre, igual que presentant la seva pròpia sèrie de televisió el 1951. Palmer i Harrison van tenir un fill, l'escriptor Carey Harrison, nascut el 1944.
Harrison i Palmer van actuar junts a l'èxit de Broadway Bell, Book and Candle en els primers anys cinquanta, i després en la versió filmada de l'obra teatral de Jan de Hartog The Four Poster (1952), que li va valer la Copa Volpi per la millor interpretació femenina. Harrison i Palmer es van divorciar el 1956. Durant el seu matrimoni Harrison va tenir diverses aventures amoroses, inclosa una amb l'actriu Carole Landis, qui es va suïcidar el 1948 a conseqüència de la seva relació amb l'actor.
Palmer va tornar a Alemanya el 1954, on va treballar al cinema i la televisió al costat de Romy Schneider i Curd Jürgens, alhora que continuava actuant per a produccions dels Estats Units al costat d'estrelles com Clark Gable, James Mason, Jean Gabin i Charles Boyer i altres països com França a Montparnasse 19 (1957) amb Gerard Philipe.
Al costat de William Holden va intervenir en la pel·lícula d'espionatge, The Counterfeit Traitor (1962), i amb Robert Taylor va actuar en una pel·lícula basada en fets reals de la Segona Guerra Mundial, Miracle of the White Stallions (1963), de Walt Disney. En 1969 va protagonitzar una producció espanyola: La residencia, debut com a director de cinema de Narciso Ibáñez Serrador. En 1978 va participar en l'inquietant film Els nens del Brasil, dins d'un sòlid repartiment amb Gregory Peck, Laurence Olivier i James Mason, entre altres estrelles.
Per a televisió va interpretar 1974 Manouche Roget a la sèrie The Zoo Gang, sobre un grup d'antics combatents de la Segona Guerra Mundial, interpretats per Brian Keith, Sir John Mills, i Barry Morse.

## Vida personal
El primer matrimoni de Palmer va ser amb Rex Harrison el 1943. Es van divorciar amistosament el 1957, de manera que ell va poder casar-se amb l'actriu malalta Kay Kendall abans de la seva mort prematura. Palmer va estar d'acord perquè ja estava involucrada amb el seu futur marit, Carlos Thompson.

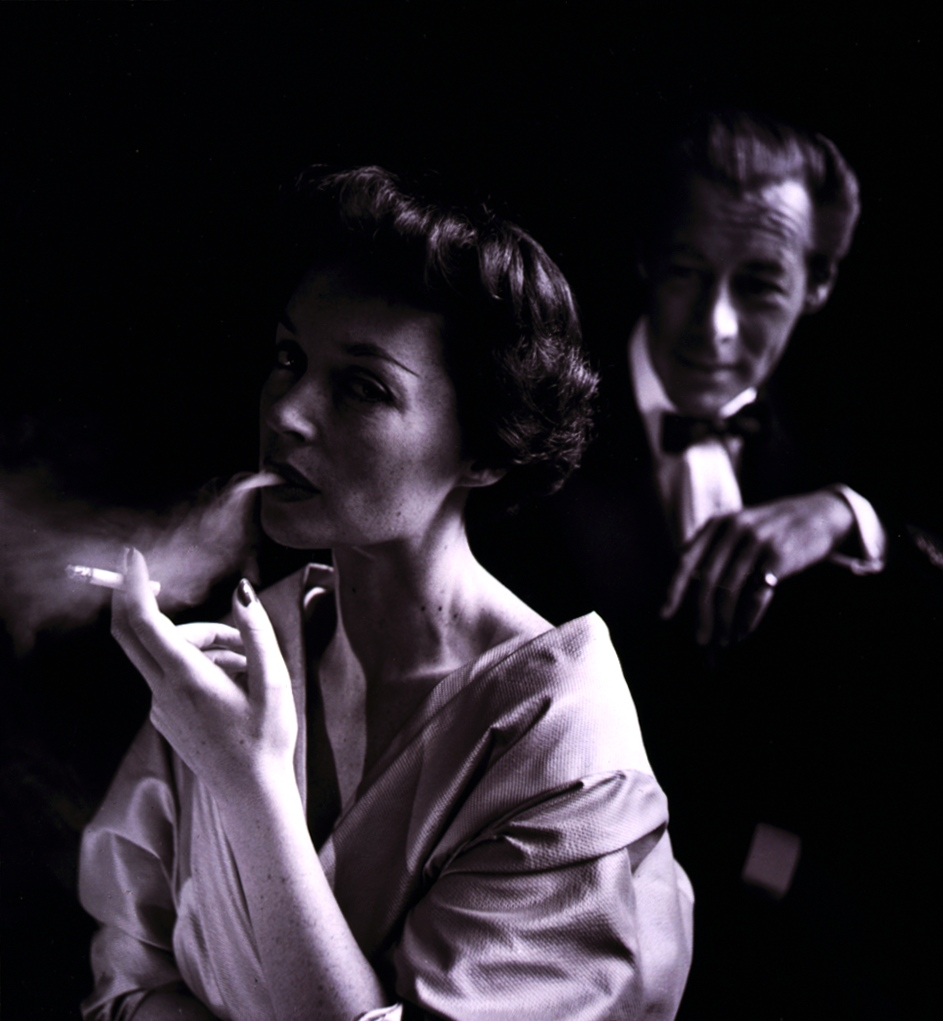
Lilli Palmer (amb Rex Harrison), 1950

Palmer es va casar amb l'actor argentí Carlos Thompson el 1957 fins a la seva mort a Los Angeles de càncer d'estómac el 1986 als 71. Li van sobreviure el seu marit, fill, germanes i el seu exmarit.
Palmer és enterrada al Forest Lawn Memorial Park, Glendale, California. Una part de les cendres del seu primer marit, Rex Harrison, van ser escampades a la seva tomba.

## Publicacions
- Lilli Palmer - Dicke Lilli – gutes Kind, Múnic, 1974
- Lilli Palmer - Der rote Rabe, Múnic, 1977
- Lilli Palmer - Umarmen hat seine Zeit
- Lilli Palmer - Nachtmusik, New York: Harper and Row, 1982
- Lilli Palmer - Change Lobsters and Dance: An Autobiography. Nova York: Macmillan, 1975. ISBN 0-02-594610-2
- Michael O. Huebner: Lilli Palmer. Ihre Filmi – ihr Leben. 2. Auflage. Heyne, Múnic 1991, ISBN 3-453-86107-8.
- Marion Steiner - Schauspielerinnen im Exil (1930-1945), Vier exemplarische Lebensläufe - Therese Giehse, Lilli Palmer, Salka Viertel, Helene Weigel, Saarbrücken, 2008
- Birgit Wetzig-Zalkind- Das ist Berlin, Eine Stadt und ihre Stars, Berlin/Bonn, 2005

## Premis
- 1953: Copa Volpi del Festival Internacional de Cinema de Venècia per The Four Poster.
- 1956: Deutscher Filmpreis per Der Teufel in Seide.[11]
- 1957: Deutscher Filmpreis per Anastasia — Die letzte Zarentochter.[11]
- 1959: Nominació al Globus d'Or per But Not for Me.[12]
- 1966: Premi Sant Sebastià d'interpretació femenina per Operació Crossbow.[13]
- 1972: Goldene Kamera per Eine Frau bleibt eine Frau (ZDF TV)[14]
- Estrella al Passeig de la Fama de Hollywood a 7013 Hollywood Blvd.[15]
- 1978: Deutscher Filmpreis a la trajectòria.
- 1986: Nominació al Globus d'Or per la sèrie de televisió Peter the Great.

## Filmografia

### Cinema
| Any  | Títol                                           | Paper                                    | Notes                                                             |
| ---- | ----------------------------------------------- | ---------------------------------------- | ----------------------------------------------------------------- |
| 1933 | Rivaux de la piste                              |                                          |                                                                   |
| 1935 | Crime Unlimited                                 | Natacha                                  |                                                                   |
| 1936 | Wolf's Clothing                                 | Lydia                                    |                                                                   |
| 1936 | The First Offence                               | Jeannette                                |                                                                   |
| 1936 | Secret Agent                                    | Lilli                                    |                                                                   |
| 1937 | Good Morning, Boys                              | Yvette                                   |                                                                   |
| 1937 | The Great Barrier                               | Lou                                      |                                                                   |
| 1937 | Command Performance                             | Susan                                    |                                                                   |
| 1938 | Crackerjack                                     | Baronessa Von Haltz                      |                                                                   |
| 1939 | A Girl Must Live                                | Clytie Devine                            |                                                                   |
| 1939 | Blind Folly                                     | Valerie                                  |                                                                   |
| 1940 | Sunset in Vienna                                | Gelda Sponek                             |                                                                   |
| 1940 | The Door with Seven Locks                       | juny Lansdowne                           | També coneguda com: Chamber of Horrors                            |
| 1942 | Thunder Rock                                    | Melanie Kurtz                            |                                                                   |
| 1943 | The Gentle Sex                                  | Erna Debruski                            |                                                                   |
| 1944 | English Without Tears                           | Brigid Knudsen                           | També coneguda com: Her Man Gilbey                                |
| 1945 | The Rake's Progress                             | Rikki Krausner                           | També coneguda com: Notorious Gentleman                           |
| 1946 | Beware of Pity                                  | Baronessa Edith de Kekesfalva            |                                                                   |
| 1946 | Cloak and Dagger                                | Gina                                     |                                                                   |
| 1947 | Cos i ànima                                     | Peg Born                                 |                                                                   |
| 1948 | My Girl Tisa                                    | Tisa Kepes                               |                                                                   |
| 1948 | No Minor Vices                                  | abril Ashwell                            |                                                                   |
| 1949 | Wicked City                                     | Tania                                    |                                                                   |
| 1951 | The Long Dark Hall                              | Mary Groome                              |                                                                   |
| 1952 | The Four Poster                                 | Abby Edwards                             |                                                                   |
| 1953 | Main Street to Broadway                         | Lilli Palmer                             |                                                                   |
| 1954 | Feuerwerk                                       | Iduna                                    |                                                                   |
| 1956 | Teufel in Seide                                 | Melanie                                  |                                                                   |
| 1956 | The Taming of the Shrew                         | Katherina                                | Telefilm                                                          |
| 1956 | Anastasia, die letzte Zarentochter              | Anna Anderson                            |                                                                   |
| 1956 | Zwischen Zeit und Ewigkeit                      | Nina Bohlen                              |                                                                   |
| 1957 | Wie ein Sturmwind                               | Marianne Eichler                         |                                                                   |
| 1957 | Der gläserne Turm                               | Katja Fleming                            |                                                                   |
| 1958 | Eine Frau, die weiss, was sie will              | Julia Klöhn, Lehrerin & Angela Cavallini |                                                                   |
| 1958 | Montparnasse 19                                 | Beatrice Hastings                        | També coneguda com: Modigliani of Montparnasse                    |
| 1958 | Mädchen in Uniform                              | Elisabeth von Bernburg                   |                                                                   |
| 1958 | La Vie à deux                                   | Odette de Starenberg                     |                                                                   |
| 1959 | But Not for Me                                  | Kathryn Ward                             |                                                                   |
| 1960 | Frau Warrens Gewerbe                            | Mrs. Kitty Warren                        |                                                                   |
| 1960 | Conspiracy of Hearts                            | Mother Katharine                         |                                                                   |
| 1961 | The Pleasure of His Company                     | Katharine Dougherty                      |                                                                   |
| 1961 | The Last of Mrs. Cheyney                        | Mrs. Cheney                              |                                                                   |
| 1962 | Finden Sie, daß Constanze sich richtig verhält? | Constanze Calonder                       |                                                                   |
| 1962 | Leviathan                                       | Mare                                     | També coneguda com: Dark Journey                                  |
| 1962 | The Counterfeit Traitor                         | Mrs. Marianne Möllendorf                 |                                                                   |
| 1962 | Le rendez-vous de minuit                        | Eva / Anne Leuven                        |                                                                   |
| 1962 | Adorable Julia                                  | Julia Lambert                            |                                                                   |
| 1962 | L'amore difficile                               | Hilde                                    | També coneguda com: Sex Can Be Difficult, (segment "Il serpente") |
| 1963 | Miracle of the White Stallions                  | Vedena Podhajsky                         |                                                                   |
| 1963 | Torpedo Bay                                     | Lygia da Silva                           |                                                                   |
| 1963 | Das große Liebesspiel                           | Actress                                  |                                                                   |
| 1964 | Le Grain de sable                               | Anna-Maria di Scorza                     |                                                                   |
| 1965 | Operació Crossbow                               | Frieda                                   |                                                                   |
| 1965 | The Amorous Adventures of Moll Flanders         | Dutchy                                   |                                                                   |
| 1965 | Le Tonnerre de Dieu                             | Marie Brassac                            |                                                                   |
| 1966 | Zwei Girls vom Roten Stern                      | Olga Nikolaijewna                        | També coneguda com: An Affair of States                           |
| 1966 | Der Kongreß amüsiert sich                       | Princess Metternich                      | També coneguda com: Congress of Love                              |
| 1966 | Le Voyage du père                               | Isabelle Quantin                         | També coneguda com: Father's Trip                                 |
| 1967 | Paarungen                                       | Alice                                    |                                                                   |
| 1967 | Jack of Diamonds                                | Herself                                  |                                                                   |
| 1967 | The Diary of Anne Frank                         | Edith Frank                              | Telefilm                                                          |
| 1968 | Sebastian                                       | Elsa Shahn                               |                                                                   |
| 1968 | Oedipus the King                                | Jocasta                                  |                                                                   |
| 1968 | Nobody Runs Forever                             | Sheila Quentin                           |                                                                   |
| 1969 | Hard Contract                                   | Adrianne                                 |                                                                   |
| 1969 | De Sade                                         | Mademoiselle de Montreuil                |                                                                   |
| 1969 | La residencia                                   | Señora Fourneau                          |                                                                   |
| 1970 | Only the Cool                                   | Helen                                    |                                                                   |
| 1970 | Hauser's Memory                                 | Anna Hauser                              | telefilm                                                          |
| 1971 | Murders in the Rue Morgue                       | Mrs. Charron                             |                                                                   |
| 1972 | What the Peeper Saw                             | Dr. Viorne                               |                                                                   |
| 1975 | Lotte in Weimar                                 | Lotte                                    |                                                                   |
| 1978 | Els nois del Brasil                             | Esther Lieberman                         |                                                                   |
| 1980 | Weekend                                         | Judith Bliss                             | Telefilm                                                          |
| 1980 | Kinder                                          | Mare                                     | Telefilm                                                          |
| 1982 | High Society Limited                            | Hilde                                    |                                                                   |
| 1982 | Imaginary Friends                               | Ellen Pitblado                           | Telefilm                                                          |
| 1985 | The Holcroft Covenant                           | Althene Holcroft                         |                                                                   |
| 2018 | The Other Side of the Wind                      | Zarah Valeska                            | (darrer paper final)                                              |

### Televisió
| Any       | Títol                                    | Paper                         | Notes                                    |
| --------- | ---------------------------------------- | ----------------------------- | ---------------------------------------- |
| 1938      | Starlight                                |                               | Episodi: "Richard Hearne"                |
| 1938      | S-s-s-h! The Wife!                       | The Wife                      | Short                                    |
| 1949      | Suspense                                 | Julia                         | Episodi: "The Comic Strip Murder"        |
| 1950      | The Philco-Goodyear Television Playhouse | Molly Collicutt               | Episodi: "The Uncertain Molly Collicutt" |
| 1952      | Lux Video Theatre                        | Nancy                         | Episodi: "Three Hours Between Planes"    |
| 1952      | Omnibus                                  | Anne Boleyn                   | Episodi: "The Trial of Anne Boleyn"      |
| 1953      | The United States Steel Hour             | Mrs. Chrystal Weatherby       | Episodi: "The Man in Possession"         |
| 1954      | Four Star Playhouse                      | Stacy Lawrence                | Episodi: "Lady of the Orchids"           |
| 1972–1979 | Eine Frau bleibt eine Frau               | Varis                         | 5 episodis                               |
| 1974      | The Zoo Gang                             | Manouche 'The Leopard' Roget  | 6 episodis                               |
| 1974      | Derrick                                  | Martha Balke / Johanna Jensen | Episodi: "Johanna"                       |
| 1984      | The Love Boat                            | Lilly Marlowe                 | 2 episodis                               |
| 1986      | Peter the Great                          | Natalya                       | Minisèrie                                |